# Южнорусинские говоры

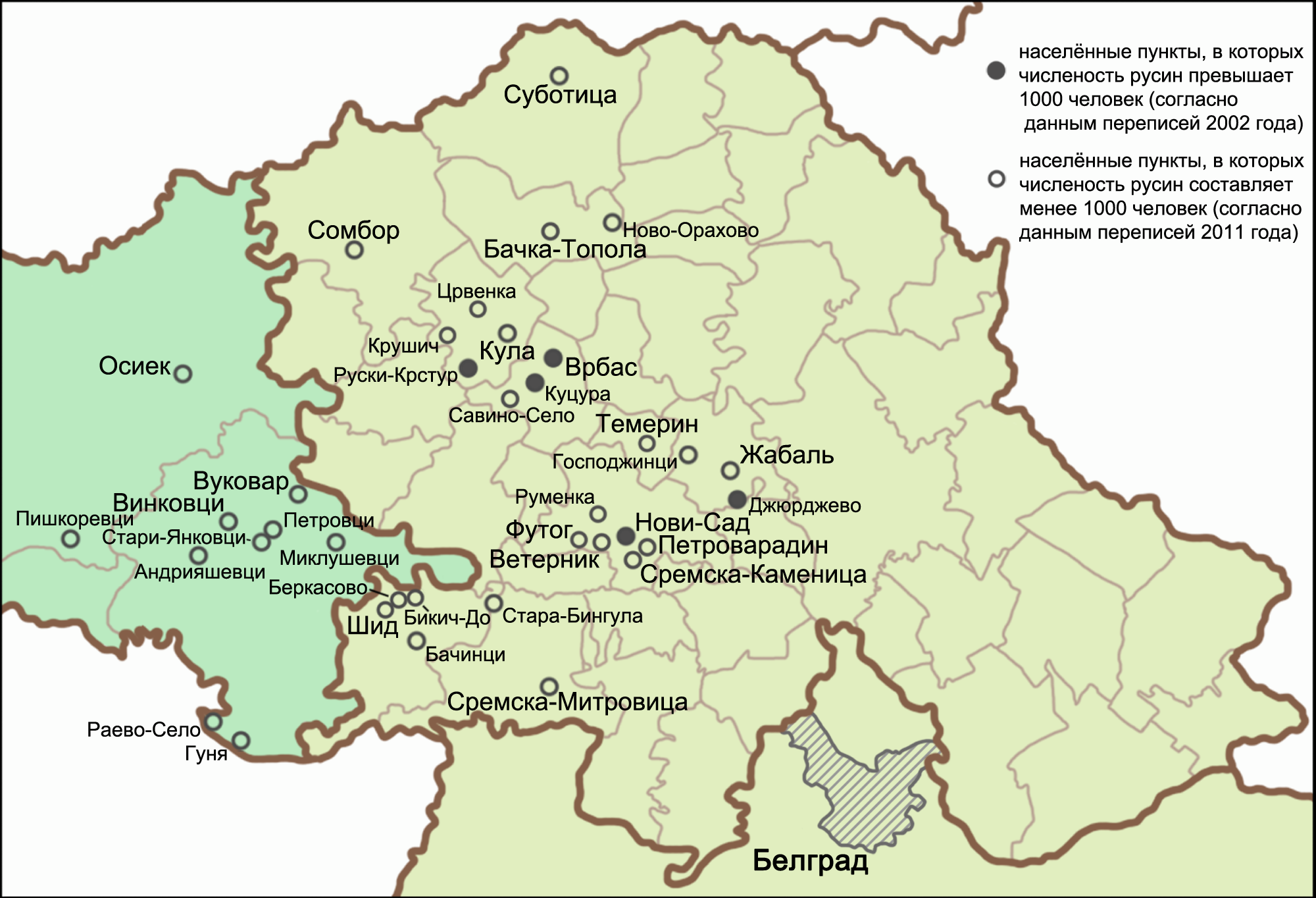
Ареал южнорусинского языка в соседних регионах Сербии и Хорватии (с указанием населённых пунктов, в которых живут представители русинского национального меньшинства по данным переписей населения 2002 года в Сербии и Перепись населения в Хорватии 2011 года)

Южноруси́нский диале́ктный ареа́л включает два первичных говора, керестурский и коцурский, а также говоры более позднего формирования, которые сложились на основе первичных. По влиянию официальных языков государств, в которых живут паннонские русины, южнорусинские говоры разделяют на находящиеся в сфере влияния сербского языка (на севере Сербии) и на находящиеся в сфере влияния хорватского языка (на востоке Хорватии). Имеются различия между говорами также по степени влияния на них сербского и хорватского языков. Кроме того, отмечаются особенности речи южнорусинских эмигрантов и их потомков в США и Канаде.
Ареал южнорусинского языка, несмотря на его изначальную гетерогенность, является сравнительно однородным. Говоры паннонских русинов выделяются главным образом по незначительным фонетическим, семантическим и лексическим особенностям. Наиболее обособлены при этом говоры жителей Коцура (Куцуры), Руски-Керестура (Руски-Крстура), Срема и Славонии. В частности, к основным диалектным различиям между керестурским и коцурским говорами относят переход согласной л > в в словах типа жовти «жёлтый», вовк «волк» в керестурском при отсутствии такого перехода в коцурском: жолти; наличие в керестурском суффикса с переднеязычной согласной л перед флексией -и у глаголов множественного числа перфекта (бешедовали «говорили»), которому противопоставлен в коцурском суффикс с палатальной согласной л’ перед флексией -ї (бешедовалї); распространение слов бетелїна «клевер», бухти «пончики» и т. д. в керестурском при их коцурских соответствиях требиконїна «клевер», пампушки «пончики» и т. д.. Бо́льшая часть различительных признаков южнорусинских говоров сложилась до середины XVIII века, в тот период, когда предки паннонских русинов жили в Карпатском регионе.
Керестурский, один из двух первичных говоров, является основой южнорусинского литературного стандарта, развивающегося с начала XX века после издания первых книг на родном языке и составления Г. Костельником «Граматики бачвансько-рускей бешеди». Почти все черты керестурского говора выступают в качестве языковой нормы, используемой во всех сферах письменности и устной коммуникации. Остальные южнорусинские говоры, незначительно отличающиеся от керестурского, используются только в устном бытовом общении. Исключение составляют коцурский говор, на котором иногда создаются и печатаются литературные произведения, и южнорусинские говоры Хорватии, чьи лексические заимствования из хорватского языка попадают в вариант литературной нормы, на которой печатают статьи в журнале «Нова думка».
В традициях южнорусинского языкознания по отношению к речи разных населённых пунктов, к которым относят прежде всего речь Руски-Керестура и Коцура, обычно применяют термины бешеда «говор» или вариянта «вариант». При этом «говор» (бешеда) как единица диалектного членения считается одной из обособленных форм диалекта (диялект). Тем не менее, южнорусинские лингвисты, в частности, Ю. Рамач, не считают речь Руски-Керестура и речь Коцура ввиду незначительности их различий обособленными диалектными единицами  («говорами» в рамках одного «диалекта»).

## Типы говоров

### Первичные и вторичные говоры
В южнорусинском диалектном ареале выделяются два ранних говора, керестурский и коцурский, распространённые соответственно среди жителей сёл Руски-Керестур (Руски-Крстур) и Коцур (Куцура). Эти говоры стали складываться первыми среди южнорусинских, начиная с середины XVIII века после переселения русинов из северо-восточных комитатов Венгерского королевства (Шарош, Земплен, Боршод, Абауй-Торна, Сабольч и других) в южный комитат Бач-Бодрог (область Бачка).
Изначально сразу после переселения керестурская и коцурская речь различалась, поскольку жители Руски-Керестура и Коцура были родом из разных карпатских селений (при этом различия были относительно невелики, поскольку говоры данных карпатских селений входили в один диалектный ареал и были сравнительно близкими друг другу). Помимо этого, и в Руски-Керестуре, и в Коцуре поселились носители не одного, а нескольких говоров. Формирование диалектного единства протекало в процессе сближения в каждом из сёл разнородных диалектных типов на основе говора с преобладающим числом носителей. Этот процесс так и не завершился окончательно, о чём говорит наличие в керестурском и коцурском говорах языковых дублетов, доставшихся, вероятнее всего, от разных карпатских говоров: бешедовац и гуториц «говорить», теметов и архаичное цинтор «кладбище», такой и архаичное гнєт «сейчас» и т. п.
Все остальные южнорусинские говоры сложились в результате расселения носителей керестурского и коцурского говоров, начиная с конца XVIII — начала XIX века по другим сёлам Бачки и по сёлам Срема и с XIX века — по сёлам Славонии. При этом в говорах переселенцев стали преобладать диалектные черты села Руски-Керестура. Коцурские диалектные черты («коцуризмы») также частично присутствуют во вторичных говорах, сохраняясь в ряде случаев параллельно с керестурскими.

### Сербское и хорватское влияние
Южнорусинские говоры размещены на территории двух государств — Сербии и Хорватии, и поэтому одна часть из них находится в сфере влияния сербского языка, а другая — в сфере влияния хорватского. Кроме того, южнорусинские говоры различаются по степени влияния на них указанных языков. Говоры сёл с преобладанием русинского населения или хотя бы имеющих до половины жителей, говорящих на южнорусинском, испытывают меньшее воздействие государственного языка, например, говоры Руски-Керестура и Коцура. В то время как южнорусинские говоры сёл и городов, в которых русины составляют меньшинство, находятся под «мощным влиянием» государственного языка. Например, в говорах с сильным сербским влиянием вместо звонкого глоттального спиранта г (ɦ) часто произносится глухой заднеязычный спирант х: хуторел «говорил», хвозд «гвоздь» вместо гуторел, гвозд. На месте имён прилагательных, порядковых числительных и местоимений с адъективным типом склонения в форме творительного падежа множественного числа вместо окончания -има под сербским влиянием употребляется окончание -им (з добрим людзми «с хорошими людьми» вместо з добрима людзми), в форме дательного падежа вместо окончания -им употребляется окончание -има (добрима «хорошим», другима «вторым» вместо добрим, другим), в форме местного падежа вместо окончания -их употребляются окончания -им, -има (добрим «хороших», котрима «которых» вместо добрих, котрих). На месте распространённых в Руски-Керестуре и Коцуре слов варош «город», покрутки «почки», бухти «пончики», говля «аист», потька «карп, сазан», лядовица «гололедица», матка «матка» (у пчёл) в говорах со смешанным сербско-русинским населением используют сербские слова град, бубреги, крофни, рода, шаран, поледица/полядовка, матица.

### Говоры эмигрантов
Во второй половине XIX — начале XX века часть паннонских русинов переселилась в США и Канаду. В большинстве своём они не сохранили свой родной язык. В отличие от них южнорусинские говоры эмигрантов более позднего времени, приехавших в 1980—1990-х годах, пока ещё не вытеснены английским языком. Они сохраняются как средство устного общения у паннонских русинов в городе Китченер канадской провинции Онтарио. В условиях коммуникации в англоязычной среде и в отрыве от развития южнорусинского языка в современных Сербии и Хорватии в родной речи русинских эмигрантов в Северной Америке формируются свои языковые особенности.

### Родственные говоры
К южнорусинским говорам Сербии и Хорватии близки по своим языковым характеристикам мучоньский говор, распространённый в Венгрии, и восточнословацко-русинские переходные говоры, вымершие в Венгрии в середине XX века.

## Диалектные различия
Южнорусинский языковой ареал в диалектном отношении представляет собой сравнительно однородное пространство. Диалектные различия, отмечаемые между южнорусинскими говорами, являются в целом незначительными. В основном особенности говоров проявляются в их словарном составе. Имеются также некоторые семантические расхождения. Отчасти особенности отмечаются на фонетическом уровне. Наиболее заметны различия в южнорусинском ареале между керестурским и коцурским говорами.

### Фонетика
К диалектным различиям в области вокализма относят различия в произношении некоторых гласных:
- градка «грядка, клумба» в керестурском — гредка в коцурском;
- вартац «сверлить» в керестурском — вертац в коцурском;
- ище «ещё» в керестурском — ещи в коцурском;
- парплї «перхоть» в керестурском — порплї в коцурском;
- посцелка «колыбель, детская кроватка» в керестурском — посцилка в коцурском.

Среди особенностей произношения согласных отмечаются такие различия, как переход л > в [ў], характерный для керестурского говора, в формах типа жовти «жёлтый», жовч «желчь», жовчок «желток», вовк «волк» (в праславянском сочетании редуцированного ь с l — ьl > ov), в то время как в коцурском говоре такой переход отсутствует: жолти, жольч, жольчок. Также в говоре Руски-Керестура на месте праславянского sr’ выступает сочетание штр (штреднї «средний», штригац «стричь»), а в говоре Коцура — сочетание стр (стреднї, стригац).
К другим диалектным различиям в области консонантизма относят особенности в произношении некоторых согласных:
- бугна «барабан» в керестурском — бубен в коцурском;
- бугновац «барабанить» в керестурском — бубновац в коцурском;
- вони «они» в керестурском — вонї в коцурском;
- кукурикац «кукарекать» в керестурском — кукуригац в коцурском;
- тирсовка «палка из камыша, тростника» в керестурском — тирсцовка в коцурском;
- тлусти «толстый» в керестурском — клусти в коцурском (с сохранением t или заменой его на k перед праславянским сочетанием редуцированного ъ с l — ъl > lu)[28].

### Морфология
В числе морфологических признаков, различающих керестурский и коцурский говоры, отмечается наличие переднеязычной согласной л перед флексией -и у глаголов множественного числа прошедшего времени в говоре Руски-Керестура (бешедовали «говорили», читали «читали», робели «работали, делали», шедзели «сидели») и наличие палатальной согласной л’ перед флексией -ї в говоре Коцура (бешедовалї, читалї, робелї, шедзелї). Также различаются формы инфинитива и прошедшего времени от глаголов с основами на согласные ж, ч и щ (на месте праславянских g, k, sk) в позиции после рефлекса праславянской гласной *ě. Для керестурского говора характерны формы с суффиксом -а-: бежац «бежать», сичац «шипеть, брызгать», бечац «блеять», кричац «кричать», вищац «визжать», трещац «трещать»; бежали «бежали», кричали «кричали», вищали «визжали», трещали «трещали». Для коцурского говора характерны формы инфинитива с суффиксом -и- (бежиц, сичиц, бечиц, кричиц, вищиц, трещиц) и формы прошедшего времени, образуемые при помощи суффикса -е- (бежелї, кричелї, вищелї, трещелї «трещали»). Некоторые слова в говорах могут различаться по грамматическому роду. Так, например, в керестурском говоре имя существительное миша «мышь» женского рода, а в коцурском — миш мужского рода. Кроме того, встречаются различия в словообразовании. Часть керестурских и коцурских слов образуются при помощи разных словообразовательных средств, например, керестурские слова капущанїки «пироги с квашеной капустой», ковач «кузнец» и оглавок «недоуздок, оголовье» образованы при помощи одних аффиксов, а коцурские слова капушнїки, коваль и приглавок с тем же значением и основами — при помощи других.

### Лексика
Лексические различия между керестурским и коцурским говорами:
| керестурский | коцурский   | сербский          | перевод             |
| ------------ | ----------- | ----------------- | ------------------- |
| бетелїна     | требиконїна | детелина          | «клевер»            |
| бухти        | пампушки    | крофне            | «пончики»           |
| розмария     | розмаринг   | рузмарин          | «розмарин»          |
| чеперки      | рошошки     | расохе, рачве     | «вилы»              |
| кичкиридж    | гвиздочки   | нарцис            | «нарцисс»           |
| мотиль       | лепетка     | лептир            | «бабочка»           |
| зольнїца     | поньвичка   | поњава, мрежаге   | «рядно, холст»      |
| дриляц       | цискац      | гурати            | «толкать, напирать» |
| гар          | пирня       | гар               | «сажа, зола»        |
| кошар        | корпа       | корпа             | «корзина»           |
| арвачка      | дяблово очи | даниноћ, сиротица | «фиалка»            |
| пипинє       | пупче       | булка, турчинак   | «полевой мак»       |
| аколь        | фанґ        | тор               | «загон для скота»   |

Имеются также свои варианты слов в других южнорусинских говорах, например, керестурским словам кичкиридж «нарцисс» и арвачка
«фиалка» соответствуют слова кичкирик и волово очко в дюрдевском говоре. Или, например, керестурским и коцурским словам тащок «воробей» и жец «зять» соответствуют распространённые в сремских говорах слова врабац и жачко. Отмечаются также семантические различия по говорам. Так, например, керестурское слово тал, обозначающее «приданое», в сремских говорах обозначает «долю, часть». В некоторых случаях керестурскому исконному слову карпатского происхождения соответствует сербское заимствование в коцурском говоре и наоборот. В ряде случаев общим исконными словам в речи Руски-Керестура и Коцура соответствуют слова, сходные с сербскими, в речи остальных южнорусинских селений.